# Международен типографски стил
Международен типографски стил (на английски: International Typographic Style), известен още като Швейцарски стил, е системен подход към графичния дизайн, появил се между 30-те и 50-те години на XX век и продължил да се развива международно. Той се смята за основата на Швейцарския стил. Разширява и установява типографските иновации на модернизма от 20-те години на XX век, частично под влиянието на художествените движения като Конструктивизм (Русия), Де Стил (Холандия) и Баухаус (Германия).
Международният типографски стил дълбоко е повлиял графичния дизайн, докосвайки много свързани области на дизайна, включително архитектурата и изкуството. Неговите ключови принципи включват простота, яснота, четимост и обективност.
Характеристиките на стила включват асиметрични композиции, използването на решетки, шрифтове без зъбци като Akzidenz Grotesk и Helvetica. Освен това той е асоцииран с предпочитането на фотография пред илюстрации. Много от ранните произведения на Международния типографски стил показват типографията като основен дизайнерски елемент заедно с нейното използване в текста, откъдето идва името на стила.
Влиянията на това графично движение продължават да бъдат видими в стратегията и теорията на дизайна и до днес.